# Wereldkampioenschappen veldlopen 1979
De 7e versie van het IAAF wereldkampioenschappen veldlopen vonden plaats op 25 maart 1979 plaats in Limerick, Ierland. 

## Uitslagen

### Mannen senioren
| Plaats | Atleet                 | Land                     | Tijd (min.s) |
| ------ | ---------------------- | ------------------------ | ------------ |
| Goud   | John Treacy            | Ierland                  | 37.20        |
| Zilver | Bronisław Malinowski   | Polen                    | 37.29        |
| Brons  | Aleksandr Antipov      | Sovjet-Unie              | 37.30        |
| 4      | Tony Simmons           | Wales                    | 37.38        |
| 5      | Leon Schots            | België                   | 37.42        |
| 6      | Vlastimil Zwiefelhofer | Tsjechoslowakije         | 37.45        |
| 7      | Steve Jones            | Wales                    | 37.46        |
| 8      | Frank Zimmermann       | Bondsrepubliek Duitsland | 37.48        |
| 9      | Julian Goater          | Engeland                 | 37.53        |
| 10     | Nat Muir               | Schotland                | 38.01        |
| ..     |                        |                          |              |
| 19     | Frank Grillaert        | België                   | 38.15        |
| 28     | Klaas Lok              | Nederland                | 38.35        |
| 30     | Gerard Tebroke         | Nederland                | 38.37        |
| 53     | Eddy Van Mullem        | België                   | 38,09        |
| 59     | Willy Polleunis        | België                   | 39.15        |
| 69     | Rik Schoofs            | België                   | 39.27        |
| 76     | Roger De Vogel         | België                   | 39.34        |
| 82     | Henk Mentink           | Nederland                | 39.40        |
| 84     | Tonni Luttikhold       | Nederland                | 39.42        |
| 92     | Elie Aubertin          | België                   | 39.52        |
| 116    | Piet Vonck             | Nederland                | 40.16        |
| 118    | Joost Borm             | Nederland                | 40.18        |
| 129    | Gerard Nijboer         | Nederland                | 40.29        |
| 159    | Johan Geirnaert        | België                   | 41.34        |
| 162    | Hans Koeleman          | Nederland                | 41.40        |

| Plaats | Land | Punten                           |
| ------ | --- | -------------------------------- |
| Goud   | Engeland Julian Goater Mike McLeod Andy Holden Nick Rose Bernie Ford Nick Lees                                | 9 + 14 + 20 + 21 + 22 + 33 = 119 |
| Zilver | Ierland John Treacy Danny McDaid Gerry Deegan Mick O'Shea Donal Walsh Tony Brien                              | 1 + 11 + 43 + 46 + 47 + 50 = 198 |
| Brons  | Sovjet-Unie Aleksandr Antipov Leonid Moseyev Yuriy Mikhailov Enn Sellik Aleksandr Fedotkin Vladimir Merkushin | 3 + 18 + 35 + 38 + 48 + 68 = 210 |

### Mannen junioren
| Plaats | Atleet           | Land             | Tijd (min.s) |
| ------ | ---------------- | ---------------- | ------------ |
| Goud   | Eddy De Pauw     | België           | 23.02        |
| Zilver | Steve Binns      | Engeland         | 23.09        |
| Brons  | Ildar Denikeyev  | Sovjet-Unie      | 23.20        |
| 4      | Jeff Nelson      | Verenigde Staten | 23.22        |
| 5      | Ian Clarke       | Canada           | 23.29        |
| 6      | Roberto Antiga   | Italië           | 23.31        |
| 7      | Faisal Touzri    | Tunesië          | 23.32        |
| 8      | Jordi García     | Spanje           | 23.33        |
| 9      | Ezequiel Canario | Portugal         | 23.34        |
| 10     | Ian Campbell     | Schotland        | 23.35        |
| ..     |                  |                  |              |
| 21     | Guy Léfèvre      | België           | 23.46        |
| 52     | Eddy Stevens     | België           | 24.32        |
| 58     | Peter Daenens    | België           | 24.40        |
| 73     | Luc De Koster    | België           | 25.08        |
| 84     | Jos Maes         | België           | 25.42        |

| Plaats | Land                                                                                 | Punten                |
| ------ | ------------------------------------------------------------------------------------ | --------------------- |
| Goud   | Spanje Jordi García Pedro Garin Valentin Rodríguez José Maestra                      | 8 + 14 + 17 + 18 = 57 |
| Zilver | Engeland Steve Binns Colin Moore Geoff Turnbull Dave Lewis                           | 2 + 15 + 27 + 30 = 74 |
| Brons  | Sovjet-Unie Ildar Denikeyev Sergey Kiselyov Vladimir Bezlepkin Abdurachman Ibragimov | 3 + 16 + 25 + 31 = 75 |

### Vrouwen senioren
| Plaats | Atleet                      | Land                     | Tijd (min.s) |
| ------ | --------------------------- | ------------------------ | ------------ |
| Goud   | Grete Waitz                 | Noorwegen                | 16.48        |
| Zilver | Raisa Smekhnova             | Sovjet-Unie              | 17.14        |
| Brons  | Ellison Goodall             | Verenigde Staten         | 17.18        |
| 4      | Ellen Wessinghage           | Bondsrepubliek Duitsland | 17.23        |
| 5      | Svetlana Ulmasova           | Sovjet-Unie              | 17.25        |
| 6      | Mary Purcell                | Ierland                  | 17.26        |
| 7      | Jan Merrill                 | Verenigde Staten         | 17.33        |
| 8      | Julie Shea                  | Verenigde Staten         | 17.41        |
| 9      | Ann Ford                    | Engeland                 | 17.42        |
| 10     | Cristina Tomasini           | Italië                   | 17.46        |
| ..     |                             |                          |              |
| 21     | Marleen Mols                | België                   | 18.06        |
| 31     | Carla Beurskens             | Nederland                | 18.23        |
| 47     | Magda Ilands                | België                   | 18.46        |
| 59     | Brigit de Nijs              | Nederland                | 18.58        |
| 60     | Francine Peeters            | België                   | 18.59        |
| 63     | Marie-Christine Christiaens | België                   | 19.03        |
| 68     | Denise Verhaert             | België                   | 19.08        |
| 70     | Karin de Nijs               | Nederland                | 19.14        |
| 72     | Nadine Claes                | België                   | 19.20        |

| Plaats | Land                                                                        | Punten                |
| ------ | --------------------------------------------------------------------------- | --------------------- |
| Goud   | Verenigde Staten Ellison Goodall Jan Merrill Julie Shea Margaret Groos      | 3 + 7 + 8 + 11 = 29   |
| Zilver | Sovjet-Unie Raisa Smekhnova Svetlana Ulmasova Giana Romanova Raisa Belusova | 2 + 5 + 12 + 29 = 48  |
| Brons  | Engeland Ann Ford Penny Yule Paula Fudge Regina Joyce                       | 9 + 15 + 17 + 27 = 68 |

## Deelnemers
In totaal hadden zich 383 atleten uit 27 landen aangemeld.
- Australië (11)
- België (21)
- Bondsrepubliek Duitsland (19)
- Canada (20)
- Denemarken (21)
- Engeland (21)
- Frankrijk (21)
- Ierland (21)
- Israël (4)
- Italië (21)
- Libanon (1)
- Nederland (11)
- Nieuw-Zeeland (15)
- Noord-Ierland (21)
- Noorwegen (11)
- Oostenrijk (7)
- Polen (6)
- Portugal (13)
- Schotland (21)
- Sovjet-Unie (16)
- Spanje (21)
- Tsjechoslowakije (1)
- Tunesië (6)
- Verenigde Staten (20)
- Wales (21)
- Zweden (5)
- Zwitserland (7)

1973 · 
1974 · 
1975 · 
1976 · 
1977 · 
1978 · 
1979 · 
1980 · 
1981 · 
1982 · 
1983 · 
1984 · 
1985 · 
1986 · 
1987 · 
1988 · 
1989 · 
1990 · 
1991 · 
1992 · 
1993 · 
1994 · 
1995 · 
1996 · 
1997 · 
1998 · 
1999 · 
2000 · 
2001 · 
2002 · 
2003 · 
2004 · 
2005 · 
2006 · 
2007 · 
2008 · 
2009 · 
2010 · 
2011 · 
2013 · 
2015 · 
2017 · 
2019 · 
2023 · 
2024